# Tropicalia ou Panis et Circencis
Tropicalia ou Panis et Circencis é um álbum de estúdio lançado por Caetano Veloso, Gal Costa, Gilberto Gil, Nara Leão, Os Mutantes e Tom Zé - acompanhados dos poetas Capinam e Torquato Neto, e do maestro Rogério Duprat - em julho de 1968 pela gravadora Philips Records (atual Universal Music).

## Obra
Caetano Veloso e Gilberto Gil causaram grande impacto em suas apresentações no III Festival de Música Popular da TV Record, no ano de 1967. Ali, foram lançadas as bases para o Tropicalismo em sua versão musical - um movimento que mesclou manifestações tradicionais da cultura brasileira a inovações estéticas radicais daquela época, como correntes artísticas de vanguarda e da cultura pop nacional e estrangeira (como o Rock e o Concretismo). Antes de fins sociais e políticos, a Tropicália foi um movimento nitidamente estético e comportamental.
Em maio de 1968, começaram as gravações do álbum que seria o manifesto musical do movimento, do qual participaram artistas como Gal Costa, Nara Leão, Os Mutantes, Tom Zé - além dos poetas Capinam e Torquato Neto e do maestro Rogério Duprat (responsável pelos arranjos do LP).
A primeira música do álbum é "Miserere Nóbis", de Gil e Capinam. Na sequência vem "Coração Materno" - canção até então considerada de mau gosto. A faixa-título é interpretada pelo grupo paulista Os Mutantes, com sinais nítidos do conjunto: a psicodelia. "Baby", grande hit deste álbum, foi cantada por Gal Costa.
O LP ficou em segundo lugar na lista dos 100 maiores discos da música brasileira, feita pela revista Rolling Stone Brasil. Em setembro de 2012, foi eleito pelo público da Rádio Eldorado FM, do portal Estadao.com e do Caderno C2+Música (estes dois últimos pertencentes ao jornal O Estado de S. Paulo) como o nono melhor disco brasileiro da história. Na época do lançamento, a crítica do jornal considerou-o um dos melhores discos lançados no Brasil naquele ano.

## Capa
A capa foi criada por Rubens Gerchman a partir de uma foto de Olivier Perroy. Rita Lee e Guilherme Araújo sugeriram a maior parte das roupas, de forma a predominarem tons de verde e amarelo. Gil aparece sentado no chão, repetindo a pose de Oswald de Andrade num retrato dos modernistas de 1922. Caetano segura um retrato de Nara, numa referência a fotos de grupos de artistas dadaístas de 1921. Tom Zé se veste como um homem da mala

## Faixas
Lista de faixas, compositores e intérpretes dados por Mariante da Silva e Gonçalves.
| Lado A         |                      |                              |                                                               |         |  |
| N.º            | Título               | Compositor(es)               | Intérprete(s)                                                 | Duração |  |
| 1.             | "Miserere Nóbis"     | Capinam, Gilberto Gil        | Gilberto Gil                                                  | 3:44    |  |
| 2.             | "Coração Materno"    | Vicente Celestino            | Caetano Veloso                                                | 4:17    |  |
| 3.             | "Panis et Circencis" | Caetano Veloso, Gilberto Gil | Os Mutantes                                                   | 3:35    |  |
| 4.             | "Lindoneia"          | Caetano Veloso, Gilberto Gil | Nara Leão                                                     | 2:14    |  |
| 5.             | "Parque Industrial"  | Tom Zé                       | Gilberto Gil, Caetano Veloso, Gal Costa, Os Mutantes e Tom Zé | 3:16    |  |
| 6.             | "Geleia Geral"       | Gilberto Gil, Torquato Neto  | Gilberto Gil                                                  | 3:42    |  |
| Duração total: | Duração total:       | Duração total:               | Duração total:                                                | 20:48   |  |

| Lado B         |                                       |                                            |                                                       |         |  |
| N.º            | Título                                | Compositor(es)                             | Intérprete(s)                                         | Duração |  |
| 1.             | "Baby"                                | Caetano Veloso                             | Gal Costa e Caetano Veloso                            | 3:31    |  |
| 2.             | "Três Caravelas (Las Tres Carabelas)" | Algueró Jr., Moreau. Versão: João de Barro | Caetano Veloso e Gilberto Gil                         | 3:06    |  |
| 3.             | "Enquanto seu Lobo Não Vem"           | Caetano Veloso                             | Caetano Veloso, Gilberto Gil e Rita Lee               | 2:31    |  |
| 4.             | "Mamãe, Coragem"                      | Caetano Veloso, Torquato Neto              | Gal Costa                                             | 2:30    |  |
| 5.             | "Bat Macumba"                         | Caetano Veloso, Gilberto Gil               | Caetano Veloso, Gal Costa, Gilberto Gil e Os Mutantes | 2:33    |  |
| 6.             | "Hino ao Senhor do Bonfim"            | Artur de Sales, João Antônio Wanderley     | Caetano Veloso, Gal Costa, Gilberto Gil e Os Mutantes | 3:39    |  |
| Duração total: | Duração total:                        | Duração total:                             | Duração total:                                        | 17:50   |  |

| Críticas profissionais | Críticas profissionais |
| Avaliações da crítica  | Avaliações da crítica  |
| Fonte                  | Avaliação              |
| ---------------------- | ---------------------- |
| Allmusic               | link                   |